# از اول شروع کن
«از اول شروع کن» تک‌آهنگی از هنرمند اهل ایالات متحده آمریکا مایلی سایرس است. این ترانه کاندید جشنواره ماچ موزیک ویدئو شد.